# Ratnapura
Pour l’article homonyme, voir Ratnapura (district).
Ratnapura, (en singhalais : රත්නපුර; en tamoul : இரத்தினபுரி), est une ville du Sri Lanka qui au recensement de 2001 comptait 46 183 habitants, dans un district dont la population dépasse le million.
C'est la capitale de la province de Sabaragamuwa.